# إدوارد س. غالاغير
إدوارد س. غالاغير (بالإنجليزية: Edward C. Gallagher)‏ هو منافس ألعاب قوى أمريكي، ولد في 5 سبتمبر 1887 في Perth, Kansas ‏ في الولايات المتحدة، وتوفي في 28 أغسطس 1940.